# Justin Mentell
Justin Mentell (16. december 1982 – 1. februar 2010) var en amerikansk kunstner og skuespiller.
Han blev født i Austin, Texas og fik sin debut i filmen Miss Liberty, efter sin første debut begyndte han at optræde ved de lokale teatre, blandt andet i en musical af Peter Pan. Efter familien flyttede til Waukegan, Illinois, gik han på Northbrook Children's Theater, hvor han fortsatte med at optræde.
Han spillede med i tv-serien Boston Legal i rollen som Garrett Wells.
Den 1. februar 2010 døde han i en bilulykke nær Mineral Point, Wisconsin, det menes, at han var faldet i søvn ved rattet. Han havde ikke sikkerhedssele på og blev derfor slynget ud af sit køretøj og blev erklæret død på stedet.

## Filmografi
- G-Force (2009)
- Palo Alto (2007)
- 77 (2006)
- Boston Legal (2005–2006)
- Roll Bounce (2005)
- At the Still Point (2005)
- Gotham, IL (2004)